# Рудаков, Прокопий Васильевич
Проко́пий Васи́льевич Рудако́в (11 марта 1895, Середкинская, Шенкурский уезд, Архангельская губерния, Российская империя — 20 августа 1969, Волжск, Марийская АССР, РСФСР, СССР) — советский хозяйственный и партийный деятель. Член РКП(б) с 1919 года. Участник Гражданской войны в России и Великой Отечественной войны.  В годы Великой Отечественной войны — заместитель начальника по политической части эвакогоспиталя № 3071 в с. Кожласола Звениговского района Марийской АССР, майор.  Кавалер ордена Ленина (1967).

## Биография
Родился 11 марта 1895 года в д. Середкинская ныне Вилегодского района Архангельской области в семье крестьянина-бедняка. 
Унтер-офицер Русской императорской армии, с 1917 года — под судом за отказ идти в окопы.
В сентябре 1918 года призван в РККА. Участник Гражданской войны на стороне «красных»: комиссар, начал боевой путь красноармейцем в Петрограде, дошёл до Иркутска, завершил командиром взвода на Чёрном море против Врангеля.
Член РКП(б) с 1919 года. С 1924 года — партийный работник, хозяйственный руководитель в Украинской ССР.
С 1931 года — в Марийской автономной области: секретарь Оршанского, с 1932 года — Мари-Турекского, с 1934 года — первый секретарь Горномарийского, в 1936—1937 годах — первый секретарь Юринского райкомов ВКП(б).
В 1938—1941 годах — директор Лопатинского древесного комбината: приняв отстающее предприятие, через два года вывел его в передовые по тресту «Маритранслес».
В 1941 году призван в РККА. Участник Великой Отечественной войны: заместитель начальника по политической части эвакогоспиталя № 3071 в с. Кожласола Звениговского района Марийской АССР, майор. В августе 1945 года демобилизовался из армии.
Награждён орденами Ленина, медалями, а также Почётной грамотой Президиума Верховного Совета Марийской АССР.
Ушёл из жизни 20 августа 1969 года в г. Волжске Марийской АССР[./Рудаков,_Прокопий_Васильевич#cite_note-_d8b2c3506f1578c0-1 [1]].

## Награды
- Орден Ленина (1967) — в связи с 50-летием советской власти[1][2]
- Почётная грамота Президиума Верховного Совета Марийской АССР (1941)[1][2]